# Soulier d'or belge 1976
Le Soulier d'or 1976 est un trophée individuel, récompensant le meilleur joueur du championnat de Belgique sur l'ensemble de l'année 1976. Ceci comprend donc à deux demi-saisons, la fin de la saison 1975-1976, de janvier à juin, et le début de la saison 1976-1977, de juillet à décembre.

## Lauréat
Il s'agit de la vingt-troisième édition du trophée, remporté par l'attaquant néerlandais du RSC Anderlecht Robert Rensenbrink. Après plusieurs places d'honneur les années précédentes, dont une deuxième place en 1975, il obtient finalement le Soulier d'Or. Il était considéré comme le grand favori, après avoir mené Anderlecht à la victoire en Coupe des vainqueurs de Coupe 1976, la première Coupe d'Europe remportée par un club belge. Il termine d'ailleurs largement en tête du premier tour des votes, avec 219 points, soit 166 de plus que les deux brugeois Julien Cools et Roger Van Gool, champions de Belgique et finaliste de la Coupe d'Europe des clubs champions.
Lors du deuxième tour, il est devancé par son coéquipier François Van der Elst et par le buteur du FC Bruges Raoul Lambert, mais son avance est trop importante pour qu'il puisse être rattrapé. À noter que le lauréat de l'an dernier, Johan Boskamp, ne marque aucun point cette année.

## Classement complet
| Place | Joueur                | Nationalité | Club(s)                         | Points |
| ----- | --------------------- | ----------- | ------------------------------- | ------ |
| 1.    | Robert Rensenbrink    |             | RSC Anderlecht                  | 345    |
| 2.    | François Van der Elst |             | RSC Anderlecht                  | 174    |
| 3.    | Raoul Lambert         |             | FC Bruges                       | 154    |
| 4.    | Ludo Coeck            |             | RSC Anderlecht                  | 75     |
| 5.    | Julien Cools          |             | FC Bruges                       | 67     |
| 6.    | Paul Courant          |             | FC Bruges                       | 60     |
| 7.    | Roger Van Gool        |             | FC Bruges                       | 53     |
| 8.    | Gilbert Van Binst     |             | RSC Anderlecht                  | 42     |
| 9.    | Emmanuel Sanon        |             | Beerschot                       | 18     |
| 10.   | Fons Bastijns         |             | FC Bruges                       | 16     |
| 11.   | Christian Piot        |             | Standard de Liège               | 14     |
| 12.   | Jan Ceulemans         |             | Lierse                          | 13     |
| ==.   | Wilfried Van Moer     |             | Standard de Liège / Beringen FC | 13     |
| 14.   | René Vandereycken     |             | FC Bruges                       | 10     |
| ==.   | Jean Dockx            |             | RSC Anderlecht                  | 10     |
| 16.   | Éric Gerets           |             | Standard de Liège               | 9      |
| 17.   | Dirk Beheydt          |             | Cercle Bruges                   | 6      |
| 18.   | Jean-Marie Pfaff      |             | KSK Beveren                     | 5      |
| ==.   | Michel Renquin        |             | Standard de Liège               | 5      |
| ==.   | Gerrie Kleton         |             | Cercle Bruges                   | 5      |
| 21.   | Franky Vercauteren    |             | RSC Anderlecht                  | 4      |
| ==.   | Jan Verheyen          |             | Union Saint-Gilloise            | 4      |
| ==.   | Hans Posthumus        |             | Cercle Bruges                   | 4      |
| 24.   | Hervé Delesie         |             | KSV Waregem                     | 3      |
| ==.   | Antonius Pfaff        |             | KSK Beveren                     | 3      |
| ==.   | Jan Ruiter            |             | RSC Anderlecht                  | 3      |
| ==.   | Maurice Martens       |             | RWDM                            | 3      |
| ==.   | Nico de Bree          |             | RWDM                            | 3      |
| ==.   | René Verheyen         |             | KSC Lokeren                     | 3      |
| ==.   | Arie Haan             |             | RSC Anderlecht                  | 3      |
| ==.   | Juan Lozano           |             | Beerschot                       | 3      |
| 32.   | Romain Van der Borght |             | Lierse SK                       | 2      |
| ==.   | Marc Millecamps       |             | KSV Waregem                     | 2      |
| ==.   | Ulrik Le Fèvre        |             | FC Bruges                       | 2      |
| ==.   | Jos Volders           |             | FC Bruges                       | 2      |
| ==.   | Włodzimierz Lubański  |             | KSC Lokeren                     | 2      |
| ==.   | Roland Ingels         |             | KSC Lokeren                     | 2      |
| ==.   | Jacques Teugels       |             | RWDM                            | 2      |
| ==.   | Birger Jensen         |             | FC Bruges                       | 2      |
| ==.   | Boudewijn Braem       |             | KV Courtrai                     | 2      |
| 41.   | Jacky Duquesne        |             | Olympic Charleroi               | 1      |
| ==.   | Rainer Gebauer        |             | Sporting Charleroi              | 1      |
| ==.   | John Dujardin         |             | AS Ostende                      | 1      |
| ==.   | Philippe Garot        |             | Standard de Liège               | 1      |
| ==.   | Roger Dierckx         |             | Lierse SK                       | 1      |
| ==.   | Daniel Mathy          |             | Sporting Charleroi              | 1      |
| ==.   | Kresten Bjerre        |             | RWDM                            | 1      |
| ==.   | Jean Trappeniers      |             | Antwerp                         | 1      |
| ==.   | Casimir Jurkiewicz    |             | RFC Liège                       | 1      |